# Domkerk van Bodø
De Domkerk in Bodø (Noors: Bodø domkirke) is de kathedrale kerk van het lutherse bisdom Sør-Hålogaland in de Noorse stad Bodø.

## Geschiedenis
Op 27 mei 1940 werd Bodø zwaar getroffen tijdens bombardementen door de Luftwaffe. Samen met het centrum ging de oude kerk ten onder. Na het einde van de oorlog werd er een competitie uitgeschreven voor het beste ontwerp van een nieuwe kerk, die werd gewonnen door de architecten Gudolf Blakstad en Herman Munthe-Kaas.
De eerste steen werd gelegd in 1946 en het nieuwe kerkgebouw werd in 1956 ingewijd door bisschop Wollert Krohn-Hansen. Op het moment van de voltooiing werd de kerk de domkerk van het nieuw opgerichte bisdom Sør-Hålogaland.
De domkerk heeft het ontwerp van een basiliek en heeft 890 zitplaatsen. Boven het altaar aan de oostelijke muur is een door Åge Storstein en Borgar Hauglid vervaardigd 12 meter hoog glas-in-lood venster. De beeldengroep boven het altaar van de gekruisigde Christus, Maria en Johannes werden gemaakt Kristoffer Leirdal en Tone Thiis Schjetne.
Het beeld voor de kerk stelt Petter Dass voor en werd in 1961 gemaakt door Kristoffer Leirdal.
Naast de dom staat een 36 meter hoge toren, waarin drie klokken hangen. De klokken dragen inscripties uit de evangeliën: Marcus 10:14, Matteüs 11:28 en Matteüs 25:34). Hier bevindt zich ook een monument voor de Noorse gevallenen in de Tweede Wereldoorlog. Het inschrift luidt Til de fra Bodø som gav sitt liv for Norge under krig og okkupasjon 1940–1945. Ingen nevnt, ingen glemt (vertaald: Voor allen uit Bodø die hun leven voor Noorwegen gaven tijdens de oorlog en bezetting 1940-1945). Niemand met name opgetekend, niemand vergeten).

## Afbeeldingen

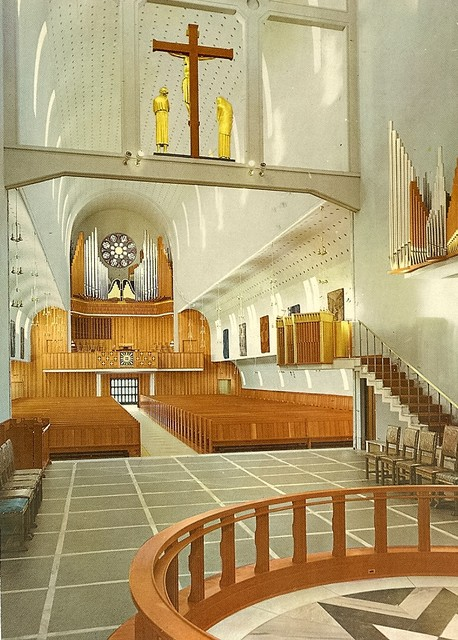
Interieur
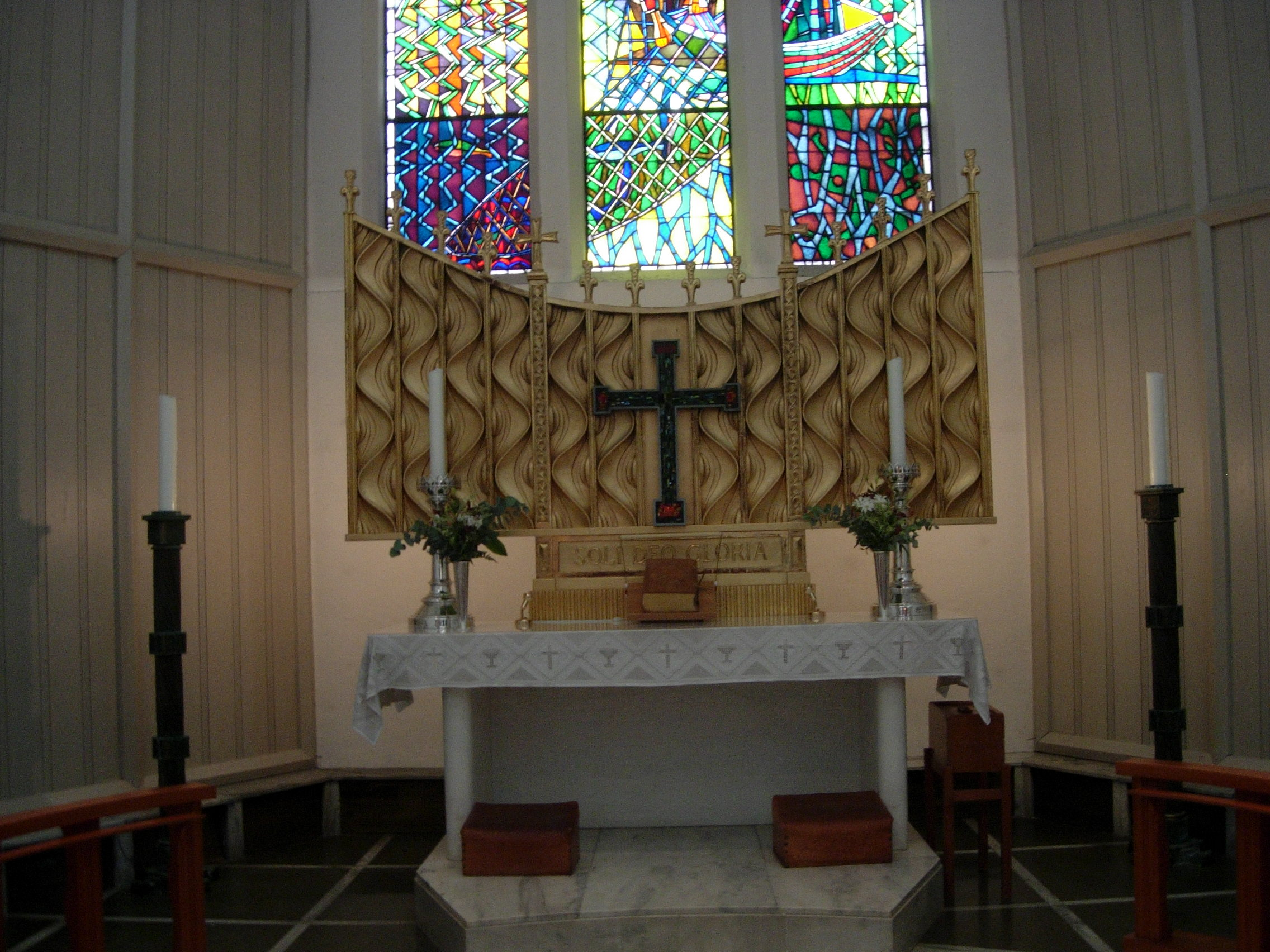
Altaar
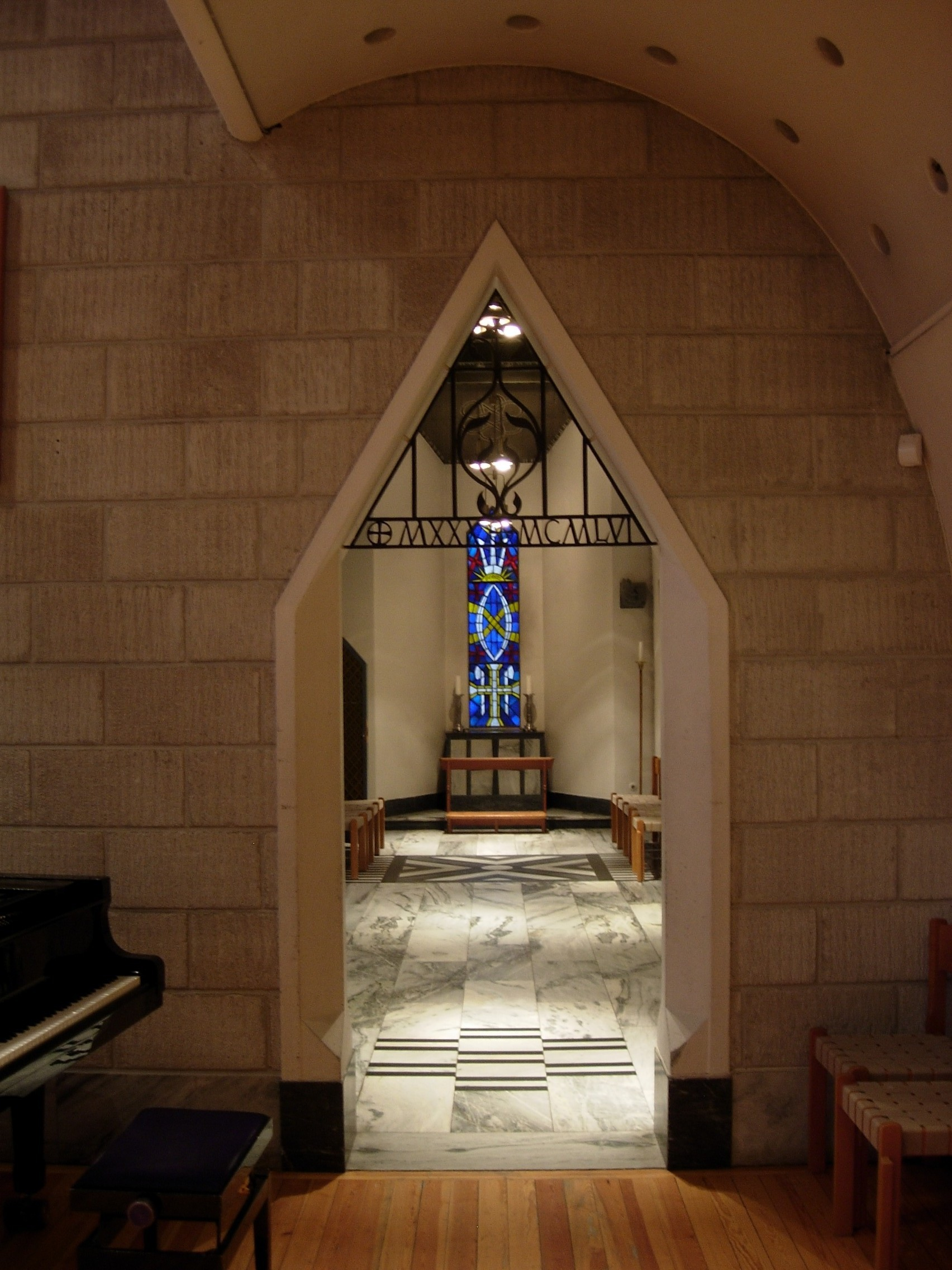
Portaa
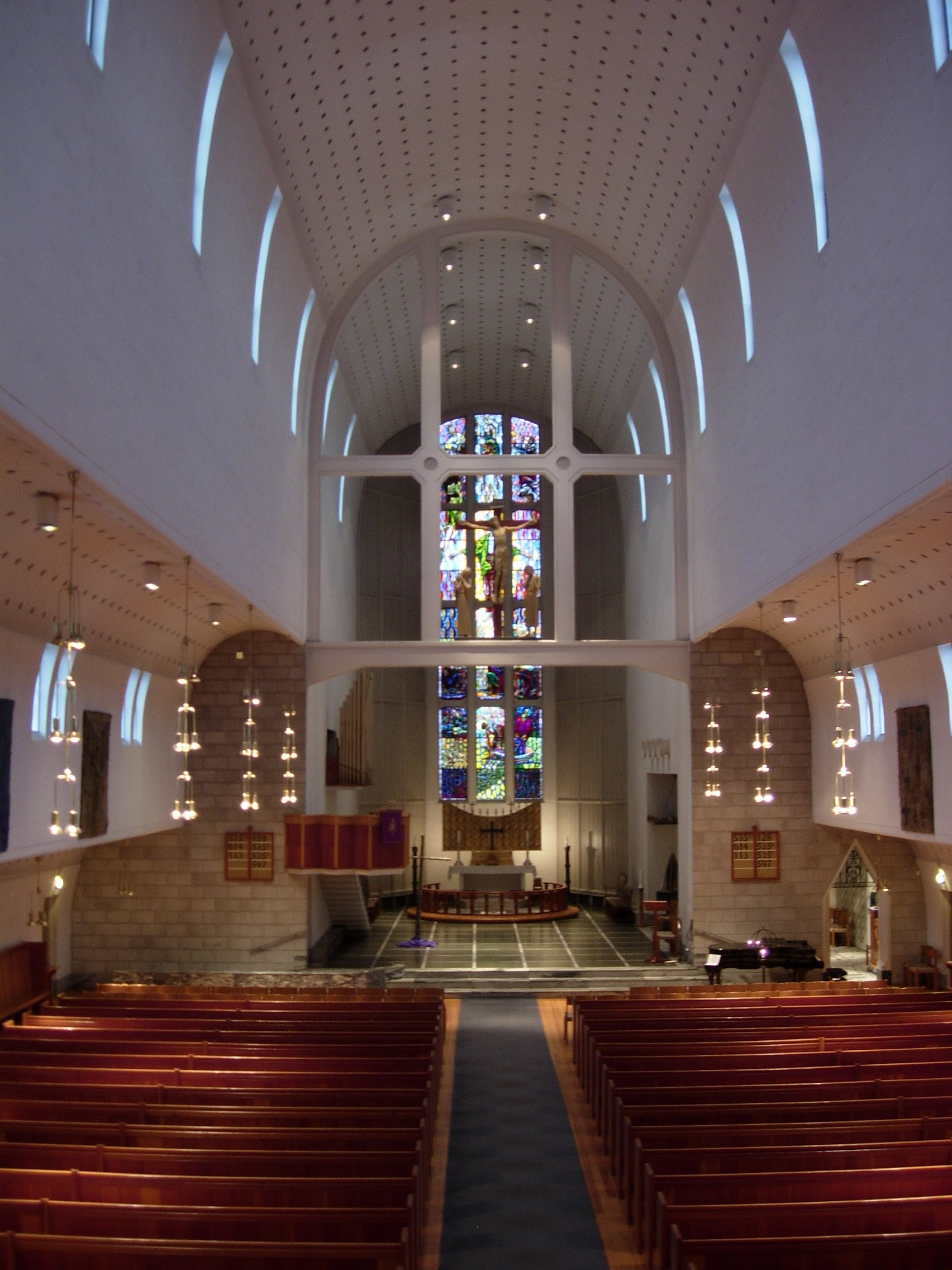
Koor
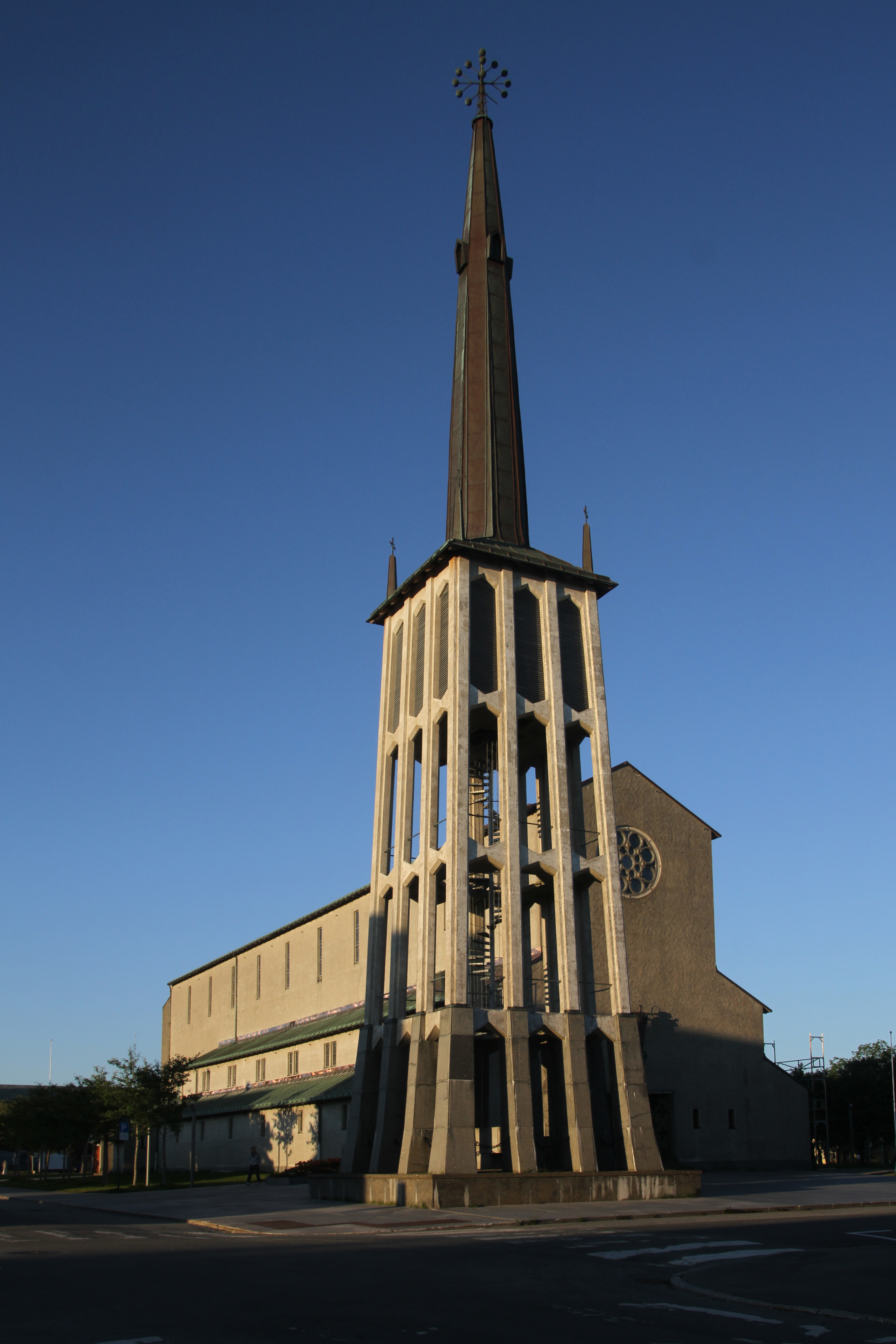
Toren
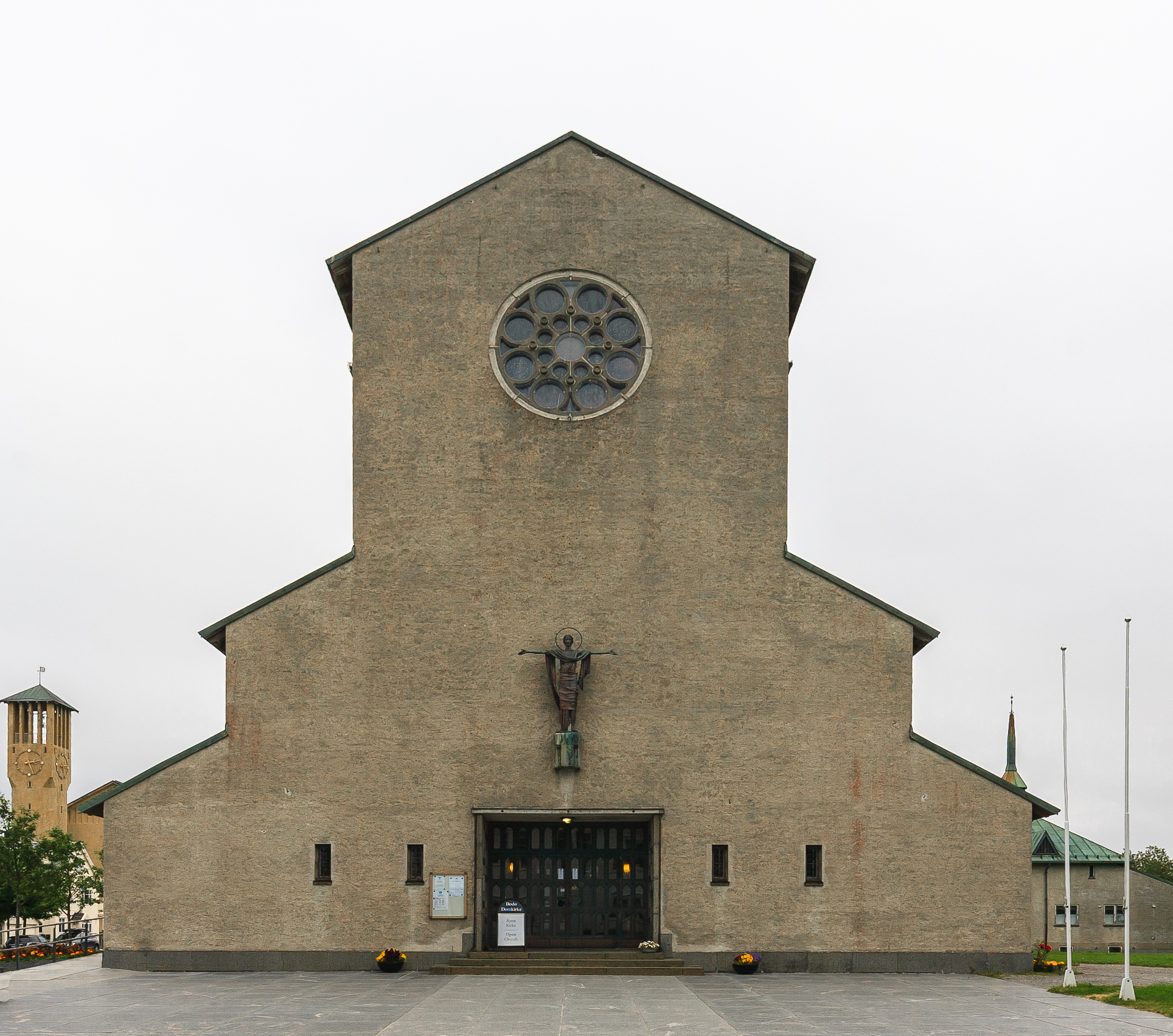
Voorkant